# Prinzapolka
Prinzapolka is een gemeente in de autonome regio Costa Caribe Norte in Nicaragua. In 2015 telde de gemeente (municipio) bijna 36.000 inwoners, waarvan ongeveer één tiende in urbaan gebied (área de residencia urbano) woont.
De hoofdplaats van de gemeente is Alamikamba.

## Geografie
Prinzapolka ligt in het zuidoosten van de autonome regio aan de Caribische Zee en aan de monding van de 254 km lange Río Prinzapolka. Alamikamba bevindt zich op zo'n 630 km van de landelijke hoofdstad Managua.
De gemeente is dunbevolkt: er leven slechts 36.000 mensen op een oppervlakte van 7.000 vierkante kilometer, wat neerkomt op een bevolkingsdichtheid van vijf inwoners per vierkante kilometer.

### Bestuurlijke indeling
De gemeente bestaat uit 32 gemeenschappen die, al naargelang hun culturele en geografische kenmerken, in drie sectoren zijn onder te verdelen:
- de kustgebieden aan de Caribische Zee
- het gebied onder de Río Prinzapolka
- het gebied boven de rivier.

### Aangrenzende gemeenten
| Aangrenzende gemeenten | Aangrenzende gemeenten | Aangrenzende gemeenten                                          | Aangrenzende gemeenten | Aangrenzende gemeenten |
| ---------------------- | ---------------------- | --------------------------------------------------------------- | ---------------------- | ---------------------- |
|                        |                        | Puerto Cabezas Rosita                                           |                        |                        |
|                        |                        |                                                                 |                        |                        |
| Siuna                  |                        |                                                                 |                        |                        |
|                        |                        |                                                                 |                        |                        |
|                        |                        | Desembocadura de Río Grande (RAAS) La Cruz de Río Grande (RAAS) |                        |                        |

### Klimaat
Prinzapolka heeft een tropisch klimaat.